# Götz von Berlichingen (2014)
Götz von Berlichingen ist ein Fernsehfilm von Carlo Rola über den Raubritter Götz von Berlichingen, der bei einem nächtlichen Überfall auf ihn seine Hand verloren hat. Die Hauptrolle spielt Henning Baum. Die Dreharbeiten fanden vom 31. Juli 2013 bis 13. September 2013 in Prag, Tocník und Berlin statt. Die Erstausstrahlung war am 4. Dezember 2014 auf RTL.
Abweichend von dem gleichnamigen Drama von Johann Wolfgang von Goethe decken die Hauptfigur Götz von Berlichingen und seine Freunde eine Verschwörung auf und wollen den Kaiser Karl beschützen. Adelheid von Walldorf möchte den Kaiser töten, um einen neuen Kaiser wählen zu lassen.

## Rezeption
TV Spielfilm meinte, diese „plumpe Wald- und Wiesenmär“ werde „nicht in die Geschichte eingehen“. Im Fazit heißt es: „Sex & Crime in Rittermontur: reizlos, lahm“.